# Pau Rigalt i Fargas
Pau Rigalt i Fargas (Barcelona, 1778 - 8 d'octubre de 1845) fou un pintor i escenògraf català, considerat un dels impulsors del neoclassicisme plàstic a Catalunya.

## Biografia
Fill de Bruno Rigalt pintor daurador i de Teresa Fargas. Es va formar a l'Escola de Llotja amb Pere Pau Montaña i Joseph Flaugier. Posteriorment va marxar a Madrid per a completar la seva formació. Durant els anys que va durar la Guerra del Francès va viure a Vilanova i la Geltrú, on va decorar diverses cases de la comarca, com la Casa Llopis de Sitges, esdevinguda posteriorment el Museu Romàntic Can Llopis.
El 1816, un altre cop a Barcelona, va començar a treballar al Teatre de la Santa Creu, sent nomenat director de decoracions i maquinària. El 1821 va marxar a Manlleu per a protegir-se de la febre groga. Allà va pintar algunes escenografies per al teatre de Torelló.
El 1825 va substituir a Bonaventura Planella com a professor de la càtedra de dibuix, perspectiva i paisatge de l'Escola de Llotja. També li van encarregar redecorar el mateix edifici de l'escola. Casat amb Angels Farriols varen ser pares de Lluís Rigalt i Farriols i d'Antoni Rigalt i Farriols. Avis de Agustí Rigalt i Cortiella i d'Antoni Rigalt i Blanch. Moriria a Barcelona el 1845.
Al Museu Nacional d'Art de Catalunya hi ha una obra seva, Paisatge pastoral, de caràcter neoclàssic però amb influència rococó. També hi ha un dibuix seu, Monestir de Sant Jeroni de la Vall d'Hebron, provinent de la col·lecció de Raimon Casellas.
A Vilanova i la Geltrú va decorar els interiors de la Casa del Poeta Cabanyes.

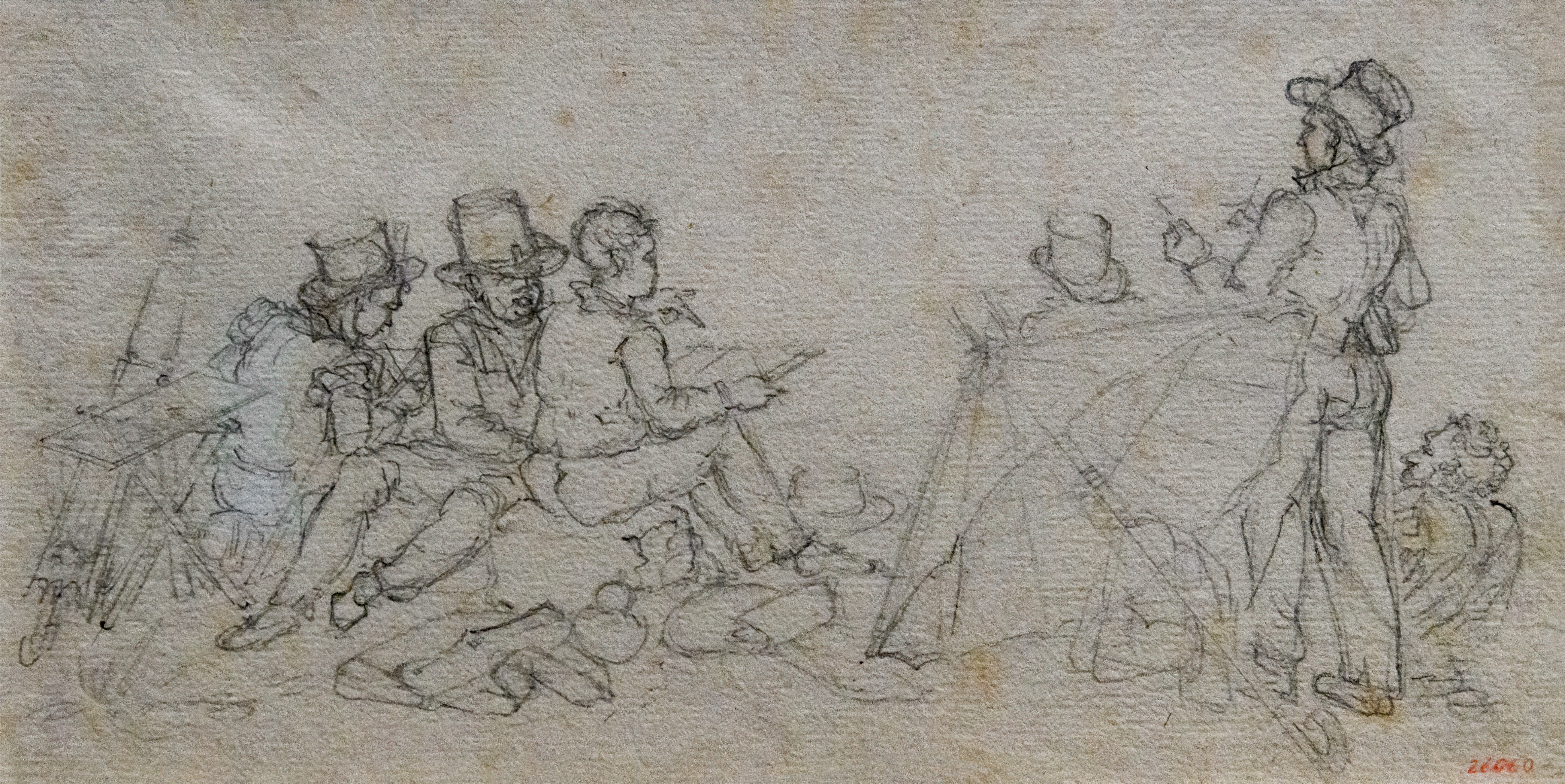
Grup de dibuixants i topògrafs, Museu Nacional d'Art de Catalunya
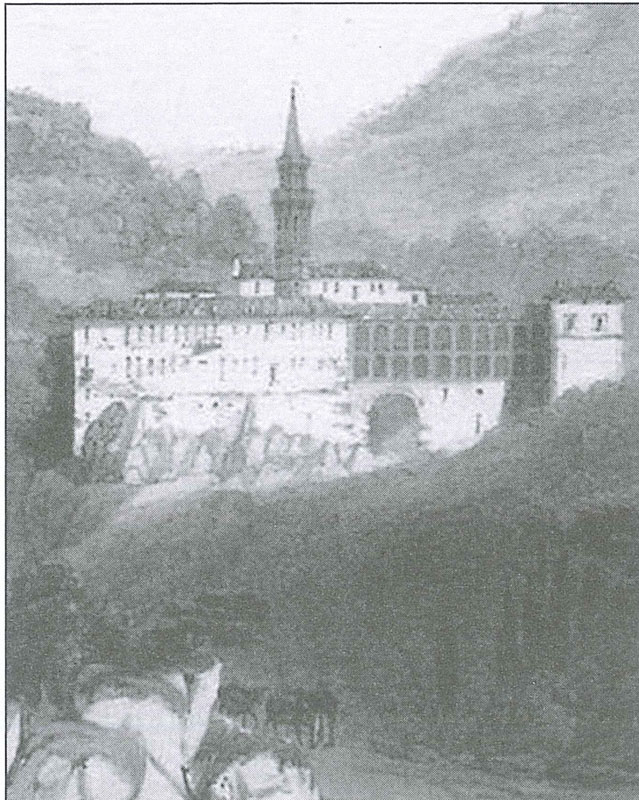
Dibuix de Sant Jeroni de la Vall d'Hebron, Museu Nacional d'Art de Catalunya